# Tipula (Eumicrotipula) guarani
Tipula (Eumicrotipula) guarani is een tweevleugelige uit de familie langpootmuggen (Tipulidae). De soort komt voor in het Neotropisch gebied.